# Romano Bonaventura
Romano Bonaventura, auch Romano di Sant’Angelo oder Romano Papareschi genannt, († 20. Februar 1243) war ein italienischer Kardinal und Bischof der römisch-katholischen Kirche im 13. Jahrhundert. Gelegentlich wird er auch Romano Frangipani (siehe Pernoud) genannt, wenngleich eine Verwandtschaft mit diesem römischen Adelshaus umstritten ist.

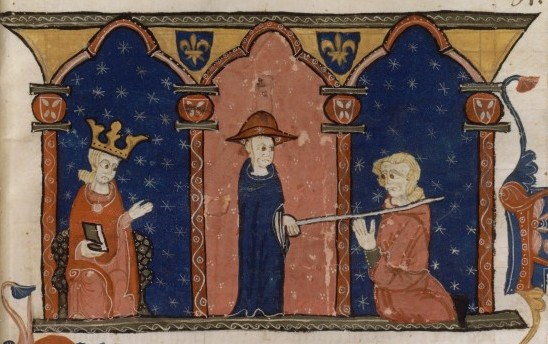
In Anwesenheit König Ludwigs IX. (links) nimmt Kardinal Romano Bonaventura (Mitte) die Unterwerfung des Grafen Raimund VII. von Toulouse gegenüber der römischen Kirche entgegen.

## Leben
Romano wurde am 5. März 1216 von Papst Innozenz III. zum Kardinaldiakon von Sant’Angelo in Pescheria ernannt. Anschließend nahm er an der Wahl von Cencio Savelli zum Papst Honorius III. teil.
Im Frühjahr 1225 wurde Romano zum Legaten für Frankreich ernannt. Am königlichen Hof zu Paris wirkte er auf König Ludwig VIII. für eine Wiederaufnahme des Albigenserkreuzzuges ein, der mit dem Verlust von Carcassonne im Januar 1224 faktisch schon gescheitert war. Auf einem 1225 in Bourges anberaumten Konzil des französischen Episkopats wurde der Kreuzzug beschlossen und auf einem weiteren Konzil in Paris sprach er am 28. Januar 1226 die Exkommunikation gegen den Grafen Raimund VII. von Toulouse aus. Bis zum Tod König Ludwigs VIII. am 8. November 1226 nahm der Kreuzzug einen erfolgreichen Verlauf, lediglich Toulouse konnte nicht eingenommen werden. Während der folgenden Jahre war Romano eine der verlässlichsten Stützen der Regentin Blanka von Kastilien in deren Kampf gegen die rebellierenden Barone um Peter Mauclerc und Hugo X. von Lusignan. Besonders für die beständige Verbindung der französischen Krone zum französischen Klerus wie auch zum heiligen Stuhl zeigte er sich verantwortlich. Sein entschiedenes Eintreten für die Regentin machte ihn aber auch zum Ziel persönlicher Diffamierungen seitens der ihr feindlich gesinnten Barone. So wurde beispielsweise das Gerücht von einer sexuellen Beziehung zwischen dem Legaten und der Regentin in Umlauf gebracht. Nach der Erzählung eines anonymen Ménestrels aus Reims habe er Blanka sogar geschwängert.
Währenddessen war Romano mit einem erfolgreichen Abschluss des Albigenserkreuzzuges beschäftigt. In Ermangelung eines größeren Heeres wandte er in den Ländereien des Grafen von Toulouse die Taktik der verbrannten Erde an, die zu schweren wirtschaftlichen Schäden des einst wohlhabenden Südens führte. Dadurch aber brachte er bis zum Jahr 1229 den Grafen von Toulouse zum Einlenken, der nun diplomatische Kontakte zur Regentin suchte. Am 12. April 1229 konnte der allgemeine Frieden in Meaux vertraglich ausgehandelt und unterzeichnet werden. Romano hatte sich darin besonders für die Bedingung zur Gründung einer Universität in Toulouse durch den Grafen eingesetzt. Am 13. April 1229 nahm er in Notre-Dame Paris die förmliche Unterwerfung Graf Raimunds VII. gegenüber der Kirche entgegen, womit der Vertrag von Meaux-Paris in kraft trat, der den Albigenserkreuzzug formell beendete.
Nach seiner Rückkehr nach Rom wurde Romano 1231 zum Kardinalbischof von Porto e Santa Rufina ernannt. Ab dem November 1241 nahm er am Konklave zu einer neuen Papstwahl in Anagni teil, starb aber noch vor der am 25. Juni 1243 erfolgten Wahl des Genuesen Sinibaldo Fieschi zum Papst Innozenz IV. Sein Todestag ist zum 20. Februar überliefert.